# Józef Jerzy Pilarczyk
Józef Jerzy Pilarczyk (ur. 18 marca 1949 w Pudłówku) – polski polityk, w 2005 minister rolnictwa i rozwoju wsi w drugim rządzie Marka Belki, poseł na Sejm X, I, II, III i IV kadencji.

## Życiorys
W 1972 ukończył studia na Wydziale Rolniczym Akademii Rolniczej w Szczecinie. W latach 1972–1974 był kierownikiem Zakładu Niedalino Stacji Hodowli Roślin w Strzekęcinie, a w latach 1974–1975 Zakładu Dąbrówka w Państwowym Ośrodku Hodowli Zarodowej w Dębołęce. W 1975 został kierownikiem Zakładu Rychnów w Kombinacie Państwowego Gospodarstwa Rolnego w Namysłowie. Od 1979 prowadził PGR w Nieradowicach.
Od 1973 należał do Polskiej Zjednoczonej Partii Robotniczej, był członkiem egzekutywy komitetu miejsko-gminnego PZPR w Otmuchowie. W 1990 wstąpił do Socjaldemokracji Rzeczypospolitej Polskiej, a w 1999 do Sojuszu Lewicy Demokratycznej. Z ramienia tych partii pełnił w latach 1989–2005 mandat posła na Sejm X, I, II, III i IV z okręgu brzeskiego i opolskich: nr 10, nr 30 i nr 21.
W latach 1993–1997 był podsekretarzem, następnie sekretarzem stanu w Ministerstwie Rolnictwa i Gospodarki Żywnościowej, ponownie objął to stanowisko w Ministerstwie Rolnictwa i Rozwoju Wsi w październiku 2001. W maju 2005 został powołany na stanowisko ministra w miejsce Wojciecha Olejniczaka, który objął kierownictwo Sojuszu Lewicy Demokratycznej.
W 2004 bez powodzenia kandydował do Parlamentu Europejskiego, a w wyborach parlamentarnych w 2005 do Sejmu. W 2014 został wybrany na radnego gminy Łubniany.
Żonaty, ma dwoje dzieci. W 1984 odznaczony Srebrnym Krzyżem Zasługi.